# إقبال درندري
إقبال زين العابدين درندري، أكاديمية سعودية وخبيرة ومستشارة في مجال القياس وإحصاء وتقويم البرامج وضمان الجودة في التعليم العام والعالي، بجامعة الملك سعود بكلية التربية قسم علم النفس. عُينت عضوة في مجلس الشورى في 2 ديسمبر 2016 وحتى 18 أكتوبر 2020، وعُرفت بالمقترحات والتوصيات المتعلقة بشؤون المرأة في قضايا السفر والزواج وولاية الأمر، والتجنيد، وتمرير الجنسية للأبناء، ولها آراء عدة في المجلس أُثير حولها الجدل، مثل رفض قرار إسقاط القروض عن الجنود السعوديين.
إقبال حاصلةٌ على درجة الدكتوراه من جامعة فلوريدا بالولايات المتحدة الأمريكية في القياس والإحصاء، وهي أستاذ مشارك في قسم علم النفس بكلية التربية في جامعة الملك سعود، عملت عام 2016 كمستشارة ضمان الجودة والاعتماد الأكاديمي في هيئة تقويم التعليم بقطاع التعليم العالي، إلى جانب عملها كمستشار غير متفرغ في وزارة الخدمة المدنية 2012-2015. وسبق لها أن شغلت منصب نائب مدير مركز التميز في التعليم والتعلم بوكالة الجامعة للشؤون التعليمية والأكاديمية عام 2011. وهي معيدة بكلية التربية في جامعة الملك سعود منذ عام 1993، وتعمل كمقومة برامج ومستشارة غير متفرغة بمؤسسة الملك عبد العزيز ورجاله للموهوبين. ولها كتب وأبحاث عدة حول التقويم وضمان الجودة والتخطيط، كما حازت جائزة أفضل بحث مقدم لمؤتمر الموهبة عام 2006، وجائزة أفضل مشروع للمناهج ضمن برنامج إبداع في التعليم والتعلم والمناهج، بجامعة الملك سعود، والذي رعته وزارة التعليم عام 2016.

## التعليم
حصلت على درجة الدكتوراه في القياس والإحصاء مع مرتبة الشرف من جامعة ولاية فلوريدا، تلهاسي بالولايات المتحدة الأمريكية عام 2004، وفي 1998 حازت شهادة تخصص تقويم البرامج من جامعة ولاية فلوريدا، ونالت درجة الماجستير في القياس والتقويم من جامعة الملك سعود بالرياض عام 1993.

## المسيرة المهنية
عُينت إقبال كمعيدة في قسم علم النفس بكلية التربية بجامعة الملك سعود عام 1993، ثم محاضرة بالجامعة نفسها عام 1994، وأستاذ مساعد عام 2004. وفي عام 2000 عملت كباحثة ومحللة إحصائية غير متفرغة في جامعة ولاية فلوريدا بالولايات المتحدة الأمريكية، وفي 2004 عملت مقومة برامج ومستشارة غير متفرغة في مؤسسة الملك عبد العزيز ورجاله للموهوبين، ثم في 2006 شغلت منصب وكيلة مركز الدراسات الجامعية للتطوير والجودة في جامعة الملك سعود، وعملت مشرفة للتدريب بالهيئة الوطنية للتقويم والاعتماد الأكاديمي عام 2009، ثم تولت منصب نائب مدير مركز التميز في التعليم والتعلم بوكالة جامعة الملك سعود للشؤون التعليمية والأكاديمية عام 2011. خلال عام 2012 عملت مستشارة غير متفرغة بوزارة الخدمة المدنية، وأصبحت وكيلة عمادة التطوير بجامعة الملك سعود، وفي 2016 أشرفت على القسم النسائي وأصبحت مستشارة الجودة والاعتماد الأكاديمي بهيئة تقويم التعليم في قطاع التعليم العالي. وتعمل كأستاذ مشارك في جامعة الملك سعود بكلية التربية قسم علم النفس منذ 2010. وفي 2016 تم تعيينها عضوة في مجلس الشورى السعودي. 

## جوائز
- جائزة أفضل مشروع للمناهج ضمن برنامج (إبداع في التعليم والتعلم والمناهج) برعاية وزارة التعليم/ جامعة الملك سعود عام 2016.
- جائزة أفضل بحث مقدم لمؤتمر موهبة عام 2006.[4][3]